# القناة 3 (تايلاند)
القناة 3 (بالإنجليزية: Channel 3)‏ هي شبكة تلفزيونية أرضية تايلاندية تم إطلاقها في 26 مارس 1970. ويقع مركز البث التابع لها في أبراج مالينوند في خلونج توي في بانكوك.